# Campionato europeo giovanile di arrampicata
Il Campionato europeo giovanile di arrampicata è una competizione internazionale di arrampicata a cadenza annuale organizzata dalla International Federation of Sport Climbing (IFSC), nata nel 2012.
L'evento ospita le competizioni di tutte e tre le specialità: Lead, Speed e Boulder. La competizione di Boulder è stata introdotta solo nella seconda edizione, ossia nel 2013.
Le tre categorie ammesse alla competizione sono:
- Junior (under 20): nati 19 o 18 anni prima dell'anno del campionato
- Youth A (under 18): nati 17 o 16 anni prima dell'anno del campionato
- Youth B (under 16): nati 15 o 14 anni prima dell'anno del campionato

## Edizioni
| Anno | Luogo                  | Data                     | Discipline | Discipline | Discipline | Discipline | Note   |
| ---- | ---------------------- | ------------------------ | ---------- | ---------- | ---------- | ---------- | ------ |
| Anno | Luogo                  | Data                     | numero     | lead       | speed      | boulder    | Note   |
| 2012 | Gémozac                | 2 - 4 novembre           | 2          | •          | •          |            | [ 1 ]  |
| 2013 | Grindelwald            | 25 - 26 maggio           | 1          |            |            | •          | [ 2 ]  |
| 2013 | Imst                   | 25 - 28 luglio           | 2          | •          | •          |            | [ 3 ]  |
| 2014 | Edimburgo              | 14 - 15 giugno           | 2          | •          | •          |            | [ 4 ]  |
| 2014 | Arco                   | 6 - 7 settembre          | 1          |            |            | •          | [ 5 ]  |
| 2015 | Edimburgo              | 12 - 14 giugno           | 2          | •          | •          |            | [ 6 ]  |
| 2015 | L'Argentière-la-Bessée | 21 - 22 luglio           | 1          |            |            | •          | [ 7 ]  |
| 2016 | Längenfeld             | 4 - 6 agosto             | 1          |            |            | •          | [ 8 ]  |
| 2016 | Mitterdorf             | 2 - 4 settembre          | 2          | •          | •          |            | [ 9 ]  |
| 2017 | Slaný                  | 15 - 16 settembre        | 1          |            |            | •          | [ 10 ] |
| 2017 | Perm'                  | 28 settembre - 1 ottobre | 2          | •          | •          |            | [ 11 ] |
| 2018 | Imst                   | 25 - 27 maggio           | 2          | •          | •          |            | [ 12 ] |
| 2018 | Bruxelles              | 31 agosto - 2 settembre  | 1          |            |            | •          | [ 13 ] |
| 2019 | Bressanone             | 20 - 22 settembre        | 1          |            |            | •          | [ 14 ] |
| 2019 | Voronež                | 18 - 20 ottobre          | 2          | •          | •          |            | [ 15 ] |
| 2021 | Perm'                  | 1 - 5 maggio             | 3          | •          | •          | •          | [ 16 ] |
| 2022 | Augusta                | 8 - 10 luglio            | 2          | •          | •          |            | [ 17 ] |
| 2022 | Graz                   | 3 - 6 agosto             | 1          |            |            | •          | [ 18 ] |

## Medaglie maschili

### Lead junior
| Anno | Oro                 | Argento              | Bronzo               |
| ---- | ------------------- | -------------------- | -------------------- |
| 2012 | Domen Skofic        | Marcello Bombardi    | Stefano Ghisolfi     |
| 2013 | Dimitrii Fakirianov | Domen Skofic         | Yiftach Kushnir      |
| 2014 | Maël Bonzom         | Martin Bergant       | Sebastian Halenke    |
| 2015 | Hannes Puman        | Dimitri Vogt         | Fedir Samoilov       |
| 2016 | Sergei Bydtaev      | Hannes Puman         | Georg Parma          |
| 2017 | Sascha Lehmann      | Vladislav Shevchenko | Hugo Parmentier      |
| 2018 | Jakub Konecny       | Mathias Posch        | David Oberprantacher |
| 2019 | Luka Potocar        | Stefan Scherz        | Alistair Duval       |
| 2021 | Paul Jenft          | Jonas Utelli         | Giorgio Tomatis      |
| 2022 | Jonas Utelli        | Timotej Romšak       | Paolo Sterni         |

### Lead youth A
| Anno | Oro                 | Argento              | Bronzo             |
| ---- | ------------------- | -------------------- | ------------------ |
| 2012 | Loïc Timmermans     | Ghislain Pipers      | Sebastian Halenke  |
| 2013 | Hannes Puman        | Martin Bergant       | Bernhard Röck      |
| 2014 | Georg Parma         | Fedir Samoilov       | Hugo Parmentier    |
| 2015 | Stefano Carnati     | Hugo Parmentier      | William Bosi       |
| 2016 | Jakub Konecny       | Arsène Duval         | Nikolai Iarilovets |
| 2017 | Filip Schenk        | Nathan Martin        | Sam Avezou         |
| 2018 | Alberto Ginés López | Luka Potocar         | Louis Gundolf      |
| 2019 | Paul Jenft          | Davide Marco Colombo | Giorgio Tomatis    |
| 2021 | Mejdi Schalck       | Hannes Van Duysen    | Slav Kirov         |
| 2022 | Toby Roberts        | Slav Kirov           | Yannick Nagel      |

### Lead youth B
| Anno | Oro                           | Argento              | Bronzo            |
| ---- | ----------------------------- | -------------------- | ----------------- |
| 2012 | Georg Parma                   | Lucas Mesnard        | Ruben Firnenburg  |
| 2013 | Stefano Carnati               | Sascha Lehmann       | Anton Sviridov    |
| 2014 | Giorgio Bendazzoli            | Mathias Posch        | Léo Ferrera       |
| 2015 | Mikel Asier Linacisoro Molina | Léo Ferrera          | Pietro Biagini    |
| 2016 | Noé Moutault                  | Sam Avezou           | Semen Ovchinnikov |
| 2017 | Alberto Ginés López           | Davide Marco Colombo | Semen Ovchinnikov |
| 2018 | Paul Jenft                    | Thomas Podolan       | Tien Vancraeynest |
| 2019 | Gergó Vályi                   | Toby Roberts         | Mejdi Schalck     |
| 2021 | Timo Uznik                    | Gorazd Jurekovič     | Lukas Mokrolusky  |
| 2022 | Jan Stipek                    | Lukas Mokrolusky     | Max Bertone       |

### Speed junior
| Anno | Oro                 | Argento             | Bronzo            |
| ---- | ------------------- | ------------------- | ----------------- |
| 2012 | Volodymyr Zinchenko | Anton Poliakov      | Maracin Dzienski  |
| 2013 | Artem Savelyev      | Yegor Kondratiuk    | Vladislav Deulin  |
| 2014 | Quentin Nambot      | Alessandro Santoni  | Sergei Luzhetskii |
| 2015 | Aleksandr Shikov    | Georgy Artamononov  | Ludovico Fossali  |
| 2016 | Pierre Rebreyend    | Lev Rudatskiy       | Ludovico Fossali  |
| 2017 | Lev Rudatskiy       | Kostiantyn Pavlenko | Gian Luca Zodda   |
| 2018 | Sergei Rukin        | Gian Luca Zodda     | Danil Pudrikov    |
| 2019 | Tobias Plangger     | Almaz Nagaev        | Petr Zemliakov    |
| 2021 | Ivan Zemliakov      | Iaroslav Pashkov    | Jacopo Stefani    |
| 2022 | Kevin Amon          | Luca Robbiati       | Dmytro Iliukhin   |

### Speed youth A
| Anno | Oro               | Argento             | Bronzo                 |
| ---- | ----------------- | ------------------- | ---------------------- |
| 2012 | Sergei Luzhetskii | Alessandro Santoni  | Georgy Artamonov       |
| 2013 | Aleksandr Shikov  | Maksim Diachkov     | Gian-Luca Grichting    |
| 2014 | Maksim Diachkov   | Kostiantyn Pavlenko | Ludovico Fossali       |
| 2015 | Lev Rudatskiy     | Ilia Popov          | Kostiantyn Pavlenko    |
| 2016 | Georgii Morozov   | Sergei Rukin        | Petr Zemliakov         |
| 2017 | Vladislav Terleev | Petr Zemliakov      | Sergei Rukin           |
| 2018 | Almaz Nagaev      | Eduard Daukaev      | Yaroslav Tkach         |
| 2019 | Iaroslav Pashkov  | Danila Ukolov       | Petri Gaetan           |
| 2021 | Leander Carmanns  | Hryhorii Ilchyshyn  | Daniele Balestrazzi    |
| 2022 | Jérôme Morel      | Marco Rontini       | Marius Payet Gaboriaud |

### Speed youth B
| Anno | Oro              | Argento             | Bronzo             |
| ---- | ---------------- | ------------------- | ------------------ |
| 2012 | Aleksandr Shikov | Kastiantyn Pavlenko | Ludovico Fossali   |
| 2013 | Lev Rudatskiy    | Kostiantyn Pavlenko | Mykyta Lukianov    |
| 2014 | Denis Diachkov   | Paolo Martignene    | Gian Luca Zodda    |
| 2015 | Matej Burian     | Petr Zemliakov      | Timur Yamaliev     |
| 2016 | Almaz Nagaev     | Danil Ogorodnikov   | Roman Bozhko       |
| 2017 | Mikhail Babichev | Semen Ovchinnikov   | Jacopo Stefani     |
| 2018 | Andrea Zappini   | Maksim Ryzhov       | Sergei Ekimov      |
| 2019 | Marco Rontini    | Maksim Ryzhov       | Egor Utkin         |
| 2021 | Kirill Koldomov  | Nikolay Rusev       | Stepan Korobkin    |
| 2022 | Paco Lehmann     | Aodhan Umlauf       | Maximillian Wagner |

### Boulder junior
| Anno | Oro               | Argento                 | Bronzo               |
| ---- | ----------------- | ----------------------- | -------------------- |
| 2013 | Domen Skofic      | Loïc Timmermans         | Jonas Winter         |
| 2014 | David Firneneburg | Michael Piccolruaz      | Jonatan Flor Vazquez |
| 2015 | Anze Peharc       | Hamish Potokar          | Kentin Boulay        |
| 2016 | Nicolas Pelorson  | Jules Nicouleau Bourles | Jan-Luca Posch       |
| 2017 | Jan-Luca Posch    | Hugo Parmentier         | Yannick Flohé        |
| 2018 | Filip Schenk      | Petar Ivanov            | Leo Avezou           |
| 2019 | Stefan Scherz     | Nicolai Uznik           | Maximillian Milne    |
| 2021 | Paul Jenft        | Davide Marco Colombo    | Eliot Barnabé        |

### Boulder youth A
| Anno | Oro              | Argento             | Bronzo                  |
| ---- | ---------------- | ------------------- | ----------------------- |
| 2013 | Yohann Deschamps | Anze Peharc         | Kentin Boulay           |
| 2014 | Baptiste Ometz   | Berhard Krenmayr    | Anze Peharc             |
| 2015 | Aidan Roberts    | Baptiste Ometz      | Jules Nicouleau Bourles |
| 2016 | Filip Schenk     | Leo Avezou          | Matteo Manzoni          |
| 2017 | Petar Ivanov     | Leo Favot           | Nathan Martin           |
| 2018 | Sam Avezou       | Nathan Martin       | Semen Ovchinnikov       |
| 2019 | Paul Jenft       | Héctor Martín Bazan | Alberto Ginés Lopéz     |
| 2021 | Mejdi Schalck    | Edvards Gruzītis    | Slav Kirov              |

### Boulder youth B
| Anno | Oro              | Argento           | Bronzo                  |
| ---- | ---------------- | ----------------- | ----------------------- |
| 2013 | Matic Kotar      | Stefano Carnati   | Jules Nicouleau Bourles |
| 2014 | Matic Kotar      | Dominik Haertl    | Dominic Vincent         |
| 2015 | Petar Ivanov     | Filip Schenk      | Matteo Manzoni          |
| 2016 | Sam Avezou       | Markus Gillberg   | Nathan Martin           |
| 2017 | Paul Jenft       | Semen Ovchinnikov | Noé Moutault            |
| 2018 | Edvards Gruzītis | Thomas Podolan    | Paul Jenft              |
| 2019 | Toby Roberts     | Edvards Gruzītis  | Alessandro Mele         |
| 2021 | Nikolay Rusev    | Raffael Gruber    | Darius Rapa             |

## Medaglie femminili

### Lead junior
| Anno | Oro               | Argento            | Bronzo               |
| ---- | ----------------- | ------------------ | -------------------- |
| 2012 | Magdalena Röck    | Hélène Janicot     | Laura Michelard      |
| 2013 | Magdalena Röck    | Katharina Posch    | Tina Johnsen Hafsaas |
| 2014 | Anak Verhoeven    | Jessica Pilz       | Julia Chanourdie     |
| 2015 | Jessica Pilz      | Anak Verhoeven     | Julia Fiser          |
| 2016 | Kajsa Rosen       | Alina Ring         | Andrea Kümin         |
| 2017 | Michelle Hulliger | Heloïse Doumont    | Laura Stöckler       |
| 2018 | Nolwenn Arc       | Michelle Hulliger  | Vita Lukan           |
| 2019 | Nina Arthaud      | Eliska Adamovska   | Nolwenn Arc          |
| 2021 | Lucija Tarkus     | Camille Pouget     | Michaela Smetanova   |
| 2022 | Liv Egli          | Michaela Smetanova | Lucija Tarkus        |

### Lead youth A
| Anno | Oro                    | Argento              | Bronzo                   |
| ---- | ---------------------- | -------------------- | ------------------------ |
| 2012 | Jessica Pilz           | Ana Tiripa           | Anak Verhoeven           |
| 2013 | Jessica Pilz           | Anak Verhoeven       | Hannah Schubert          |
| 2014 | Alina Ring             | Molly Thompson-Smith | Hannah Schubert          |
| 2015 | Janja Garnbret         | Alina Ring           | Asja Gollo               |
| 2016 | Eva Maria Hammelmüller | Michelle Hulliger    | Mia Krampl               |
| 2017 | Vita Lukan             | Nolwenn Arc          | Celina Schoibl           |
| 2018 | Sandra Lettner         | Laura Rogora         | Vanda Michalkova         |
| 2019 | Camille Pouget         | Julia Lotz           | Lucija Tarkus            |
| 2021 | Marketa Janosova       | Liza Novak           | Saula Lerondel           |
| 2022 | Alessia Mabboni        | Sara Copar           | Iziar Martinéz Almendros |

### Lead youth B
| Anno | Oro                | Argento            | Bronzo              |
| ---- | ------------------ | ------------------ | ------------------- |
| 2012 | Hannah Schubert    | Stasa Gejo         | Anastasia Karkavina |
| 2013 | Janja Garnbret     | Eva Scroccaro      | Juliia Panteleeva   |
| 2014 | Janja Garnbret     | Asja Gollo         | Tjasa Slemensek     |
| 2015 | Mia Krampl         | Viktoria Meshkova  | Giorgia Tesio       |
| 2016 | Laura Rogora       | Sandra Lettner     | Celina Schoibl      |
| 2017 | Camille Pouget     | Lucie Watillon     | vanda Michalkova    |
| 2018 | Nika Potapopva     | Luce Douady        | Lucija Tarkus       |
| 2019 | Oriane Bertone     | Sara Copar         | Liza Novak          |
| 2021 | Barbora Bernardova | Zala Mlakar Starič | Maja Oleksy         |
| 2022 | Flora Oblasser     | Jennifer Buckley   | Meije Lerondel      |

### Speed junior
| Anno | Oro               | Argento              | Bronzo                |
| ---- | ----------------- | -------------------- | --------------------- |
| 2012 | Iuliia Kaplina    | Anouck Jaubert       | Aleksandra Rudzinska  |
| 2013 | Anouck Jaubert    | Aleksandra Rudzinska | Varvara Shatalova     |
| 2014 | Nina Lach         | Varvara Shatalova    | Alexandra Elmer       |
| 2015 | Patrycja Chudziak | Yana Lugovenko       | Aurelia Sarisson      |
| 2016 | Aurelia Sarisson  | Daria Kin            | Irina Sabitova        |
| 2017 | Daria Kin         | Ekaterina Barashchuk | Elizaveta Ivanova     |
| 2018 | Elizaveta Ivanova | Elena Remizova       | Elena Krasovskaia     |
| 2019 | Daria Kuznetsova  | Luiza Emeleva        | Romane Fontelaye      |
| 2021 | Capucine Viglione | Giulia Randi         | Kamilla Kushaeva      |
| 2022 | Oksana Burova     | Nuria Brockfeld      | María Laborda Sagaste |

### Speed youth A
| Anno | Oro               | Argento              | Bronzo               |
| ---- | ----------------- | -------------------- | -------------------- |
| 2012 | Alexandra Elmer   | Svetlana Motovilova  | Nina Lach            |
| 2013 | Elena Markusheva  | Patrycja Chudziak    | Alexandra Elmer      |
| 2014 | Yana Lugovenko    | Anastasia Manuylova  | Patrycja Chudziak    |
| 2015 | Daria Kin         | Elizaveta Ivanova    | Ekaterina Barashchuk |
| 2016 | Elizaveta Ivanova | Ekaterina Barashchuk | Elma Fleuret         |
| 2017 | Elena Remizova    | Polina Aksenova      | Elena Krasovskaia    |
| 2018 | Natalia Kalucka   | Polina Kulagina      | Aleksandra Kalucka   |
| 2019 | Anna Calanca      | Capucine Viglione    | Lison Gautron        |
| 2021 | Alina Ivanenko    | Beatrice Colli       | Manon Lebon          |
| 2022 | Sofia Bellesini   | Agnese Fiorio        | Anna Maria Apel      |

### Speed youth B
| Anno | Oro                  | Argento            | Bronzo            |
| ---- | -------------------- | ------------------ | ----------------- |
| 2012 | Patrycja Chudziak    | Aurelia Sarisson   | Margaux Deschamps |
| 2013 | Anastasia Manuylova  | Oleksandra Volkova | Daria Kan         |
| 2014 | Ekaterina Barashchuk | Elizaveta Ivanova  | Giulia Fossali    |
| 2015 | Elena Krasovskaia    | Irina Varik        | Karina Gareeva    |
| 2016 | Karina Gareeva       | Giorgia Strazieri  | Sara Morandini    |
| 2017 | Giorgia Strazieri    | Daria Potapova     | Kamilla Kushaeva  |
| 2018 | Anna Calanca         | Sofia Kuzakova     | Alice Jacquet     |
| 2019 | Nuria Brockfeld      | Manon Lebon        | Beatrice Colli    |
| 2021 | Varvara Kovaleva     | Veronika Bumina    | Polina Fedorova   |
| 2022 | Nele Thomas          | Ksenia Horielova   | Lilly Neubürger   |

### Boulder junior
| Anno | Oro                | Argento              | Bronzo                |
| ---- | ------------------ | -------------------- | --------------------- |
| 2013 | Karoline Sinnhuber | Victoria Klemm       | Manon Hily            |
| 2014 | Jessica Pilz       | Annalisa De Marco    | Katja Kadic           |
| 2015 | Stasa Gejo         | Jessica Pilz         | Margaux Pucheux       |
| 2016 | Stasa Gejo         | Johanna Färber       | Molly Thomposon-Smith |
| 2017 | Franziska Sterre   | Ida Kups             | Laura Stöckler        |
| 2018 | Mia Krampl         | Viktoria Meshkova    | Vita Lukan            |
| 2019 | Sandra Lettner     | Camilla Moroni       | Flavy Cohaut          |
| 2021 | Naïlé Meignan      | Aida Torres Illamola | Lucija Tarkus         |

### Boulder youth A
| Anno | Oro               | Argento           | Bronzo                 |
| ---- | ----------------- | ----------------- | ---------------------- |
| 2013 | Margaux Pucheux   | Jessica Pilz      | Stasa Gejo             |
| 2014 | Franziska Sterrer | Stasa Gejo        | Jara Späte             |
| 2015 | Janja Garnbret    | Franziska Sterrer | Iulia Panteleeva       |
| 2016 | Giorgia Tesio     | Giulia Medici     | Eva Maria Hammelmüller |
| 2017 | Elena Krasovska   | Sandra Lettner    | Celina Schoibl         |
| 2018 | Lucka Rakovec     | Valentine Mangin  | Sandra Lettner         |
| 2019 | Naïlé Meignan     | Miriam Fogu       | Vanda Michalkova       |
| 2021 | Zélia Avezou      | Federica Papetti  | Saula Lerondel         |

### Boulder youth B
| Anno | Oro            | Argento           | Bronzo           |
| ---- | -------------- | ----------------- | ---------------- |
| 2013 | Janja Garnbret | Franziska Sterrer | Sara Lukic       |
| 2014 | Janja Garnbret | Elena Krasovskaia | Pyrene Santal    |
| 2015 | Giorgia Tesio  | Elena Krasovskaia | Pyrene Santal    |
| 2016 | Celina Schoibl | Laura Rogora      | Sandra Lettner   |
| 2017 | Näilé Meignan  | Vanda Michalkova  | Maja Rudka       |
| 2018 | Näilé Meignan  | Julia Lotz        | Betka Debevec    |
| 2019 | Oriane Bertone | Zélia Avezou      | Marketa Janosova |
| 2021 | Darya Akulova  | Lina Funa         | Arina Jurcenko   |

## Medagliere complessivo
Aggiornato al 17 luglio 2022
| Pos. | Paese       | Oro | Argento | Bronzo | Totale |
| ---- | ----------- | --- | ------- | ------ | ------ |
| 1    | Russia      | 37  | 37      | 31     | 105    |
| 2    | Francia     | 34  | 22      | 36     | 92     |
| 3    | Austria     | 24  | 21      | 19     | 64     |
| 4    | Slovenia    | 17  | 11      | 13     | 41     |
| 5    | Italia      | 16  | 26      | 23     | 65     |
| 6    | Rep. Ceca   | 6   | 2       | 4      | 12     |
| 7    | Svizzera    | 5   | 8       | 3      | 16     |
| 8    | Ucraina     | 4   | 11      | 5      | 20     |
| 9    | Germania    | 4   | 3       | 8      | 15     |
| 10   | Polonia     | 3   | 3       | 6      | 12     |
| 11   | Spagna      | 3   | 2       | 4      | 9      |
| 12   | Svezia      | 3   | 2       | 0      | 5      |
| 13   | Bulgaria    | 3   | 1       | 1      | 5      |
| 14   | Belgio      | 2   | 6       | 2      | 10     |
| 15   | Regno Unito | 2   | 3       | 4      | 9      |
| 16   | Serbia      | 2   | 2       | 1      | 5      |
| 17   | Lettonia    | 1   | 2       | 0      | 3      |
| 18   | Ungheria    | 1   | 0       | 0      | 1      |
| 19   | Israele     | 0   | 0       | 1      | 1      |
| 19   | Norvegia    | 0   | 0       | 1      | 1      |
| 19   | Romania     | 0   | 0       | 1      | 1      |